# کالماش
کالماش (انگلیسی: Kalmash) یک شهرک در شهرستان دووانسکی در استان باشقیرستان کشور روسیه است.